# Quella villa accanto al cimitero
Quella villa accanto al cimitero, en inglés The House by the Cemetery, también conocida como La casa cercana al cementerio o Aquella casa al lado del cementerio, es una película de 1981 dirigida por Lucio Fulci. Es una de las últimas películas de Fulci con su equipo habitual de colaboradores: el guionista Dardano Sachetti, el maquillador Gianetto de Rossi y la actriz Catriona MacColl. 

## Trama
Una mujer se encuentra en una casa abandonada buscando a su novio. Después de descubrir su cuerpo apuñalado con unas tijeras, la apuñalan en la cabeza con un cuchillo francés y un desconocido arrastra su cuerpo al sótano.
En la ciudad de Nueva York, Bob Boyle y sus padres, Norman y Lucy Boyle, se mudan a la misma casa. El ex colega de Norman, el Dr. Peterson, que asesinó a su amante antes de suicidarse, era el propietario anterior. Los Boyle se quedarán allí mientras Norman investiga casas antiguas. Mientras su madre hace las maletas, Bob mira la fotografía de una casa y ve a una niña en ella. En New Whitby, Boston, Bob espera en el coche de sus padres mientras recogen las llaves de la casa. La chica de la fotografía aparece al otro lado de la calle. La niña, Mae Freudstein, a quien sólo Bob puede ver, le advierte que se mantenga alejado. En la oficina de bienes raíces, la señora Laura Gittleson se enoja cuando su colega le entrega a la pareja "las llaves de Freudstein". Ella insiste en que se llama "Mansion Oak" y promete encontrarles una niñera a los Boyle.
La Mansion Oak se encuentra en mal estado. La puerta del sótano está cerrada con llave y clavada. Llega una mujer y se presenta como Ann, la niñera. Esa noche, Norman escucha ruidos y encuentra a Ann desbloqueando la puerta del sótano. Al día siguiente, Norman va a la biblioteca para examinar los materiales de Peterson. El bibliotecario Wheatley, parece reconocerlo, pero Norman afirma que está equivocado. El bibliotecario asistente, Daniel Douglas, le informa a Norman que Peterson realizó una investigación privada en la casa. Estudió registros de desapariciones de la zona y otros datos demográficos.
Mae le muestra a Bob una lápida en el terreno marcada como "Mary Freudstein" y le dice que en realidad no está enterrada allí. En el interior, Lucy encuentra la lápida de "Jacob Tess Freudstein" mientras barre el pasillo. Cuando Norman regresa, le asegura que algunas casas más antiguas tienen tumbas interiores debido al duro suelo invernal. Norman abre la puerta del sótano y baja las escaleras, sólo para ser atacado por un murciélago, que no lo suelta hasta que lo apuñala repetidamente. Asustada, la familia conduce hasta la oficina de bienes raíces y exige que la realojen, pero les dicen que pasarán unos días más antes de que puedan mudarse. Mientras los Boyle están en el hospital para tratar las heridas de Norman causadas por el murciélago, la Sra. Gittleson llega a la casa para informarles de una nueva propiedad. Al entrar, se para junto a la lápida de Freudstein, que se resquebraja y le inmoviliza el tobillo. Una figura emerge, la mata a puñaladas con un atizador y la arrastra al sótano.
Lucy encuentra a Ann limpiando una mancha de sangre en el piso de la cocina a la mañana siguiente. Ann elude las preguntas de Lucy sobre la mancha. Mientras toman un café, Norman le dice a Lucy que ha descubierto que Freudstein era un cirujano victoriano que realizaba experimentos ilegales. Norman debe viajar a Nueva York para investigar a Freudstein. En el camino, Norman visita la biblioteca y encuentra un casete de audio de Peterson, que documenta su creciente locura y revela lo que descubrió sobre Freudstein. Norman destruye el casete dejándolo caer en el tubo de una caldera.
Ann va al sótano buscando a Bob en la casa y escucha sollozos infantiles. Freudstein la asfixia después la degolla. Bob ve la cabeza de Ann y sale gritando. Lucy regresa y encuentra a Bob llorando en su habitación, pero se niega a creer el relato de Bob sobre Ann. Esa noche, Bob regresa al sótano buscando a Ann, pero se queda encerrado. Lucy escucha los gritos de Bob e intenta abrir la puerta del sótano. Norman regresa y corta la puerta con una hacha cuando no puede abrirla. La mano derecha podrida del Dr. Freudstein aparece y sujeta a Bob contra la puerta mientras el hacha la atraviesa. Uno de los golpes del hacha atraviesa la puerta, corta la mano izquierda aparentemente normal del Dr. Freudstein y baja las escaleras tambaleándose.
Norman y Lucy finalmente entran al sótano, que contiene varios cuerpos mutilados (incluidos Ann, la señora Gittleson y la pareja del principio). Freudstein es un cadáver viviente con carne podrida. Norman le dice a Lucy que Freudstein, de 150 años, vive utilizando las partes de sus víctimas para regenerar células sanguíneas. Norman ataca a Freudstein, pero el demonio gira el hacha. Norman toma un cuchillo de una mesa y apuñala a Freudstein, lo que hace que salga carne podrida y gusanos de su vieja bata de laboratorio. Freudstein agarra a Norman y le abre la garganta. Lucy y Bob suben por una escalera que conduce a la parte inferior de la lápida agrietada. Lucy se esfuerza por mover la piedra, pero Freudstein la agarra y la arrastra hacia abajo, matándola al golpear su cabeza contra el piso. Mientras Freudstein sube la escalera, Bob se esfuerza por escapar. Cuando Freudstein agarra la pierna de Bob, de repente Mae lo empuja hacia arriba. Mae está con su madre, Mary Freudstein, quien les dice que es hora de irse. La Sra. Freudstein lleva a Mae y Bob por el bosque invernal hacia un aparente mundo fantasma.

## Reparto
- Catriona MacColl: Lucy Boyle
- Paolo Malco: Dottor Norman Boyle
- Ania Pieroni: Ann
- Giovanni Frezza: Bob Boyle
- Silvia Collatina: Mae Freudstein
- Dagmar Lassander: Laura Glitterson
- Giovanni De Nava: Doctor Jacob Freudstein
- Daniela Doria: primera víctima femenina
- Ranieri Ferrara: Steven
- Giampaolo Saccarola: Daniel Douglas
- Carlo De Mejo: señor Wheatley
- Kenneth A. Olsen: Harold
- Elmer Johnsson: cuidador del cementerio
- Teresa Rossi Passante: Mary Freudstein
- Lucio Fulci: professor Muller